# Liste der Staatsoberhäupter 1824
Übersicht
◄◄ | ◄ | 1820 | 1821 | 1822 | 1823 | Liste der Staatsoberhäupter 1824 | 1825 | 1826 | 1827 | 1828 | ► | ►►

Weitere Ereignisse

## Afrika
- Ägypten
  - Vizekönig: Muhammad Ali Pascha (1805–1848)

- Äthiopien
  - Kaiser: Gigar (1821–1826, 1830)

- Burundi
  - König: Ntare IV. Rugamba (ca. 1796–ca. 1850)

- Dahomey
  - König: Gézo (1818–1856)

- Marokko
  - Sultan der Alawiden-Dynastie: Mulai Abd ar-Rahman (1822–1859)

- Ruanda
  - König: Mutara II. (1802–1853)

- Tunesien
  - Sultan der Husainiden-Dynastie: Mahmud Bey (1814–1824)

## Amerika

### Nordamerika
- Mexiko
  - Staats- und Regierungschef: Präsident Guadalupe Victoria (10. Oktober 1824–1829)

- Vereinigte Staaten von Amerika
  - Staats- und Regierungschef: Präsident James Monroe (1817–1825)

### Mittelamerika
- Haiti (umstritten)
  - Staats- und Regierungschef: Präsident Jean-Pierre Boyer (1818–1843)

- Zentralamerikanische Konföderation
  - Costa Rica:
    - Vorsitzender der Obersten Regierungsjunta Manuel Alvarado e Hidalgo (1823–1824)
    - Vorsitzender der Obersten Regierungsjunta Eusebio Rodríguez y Castro (8. Januar–12. Februar 1824)
    - Vorsitzender der Obersten Regierungsjunta Manuel Alvarado e Hidalgo (12. Februar–8. September 1824)

  - El Salvador:
    - Staatschef Juan Manuel Rodríguez (22. April–1. Oktober 1824)
    - Staatschef Mariano Prado (1. Oktober–13. Dezember 1824)
    - Staatschef Juan Vicente Villacorta Díaz (13. Dezember 1824–1826)

  - Guatemala:
    - (provisorisch) Alejandro Díaz Cabeza de Vaca (15. September–12. Oktober 1824)
    - Staatschef Juan Barrundia (12. Oktober 1824–1826)

  - Honduras: ?
  - Nicaragua: ?

### Südamerika
- Brasilien (umstritten)
  - Herrscher: Kaiser Peter I. (1822–1831)

- Chile
  - Staats- und Regierungschef: Oberster Direktor Ramón Freire y Serrano (1823–1826)

- Großkolumbien
  - Staats- und Regierungschef: Präsident Francisco de Paula Santander (1819–1827, 1832–1837)

- Paraguay
  - Staats- und Regierungschef: Konsul Gaspar Rodríguez de Francia (1814–1840)

- Peru (umstritten)
  - Staats- und Regierungschef:
    - Oberster Abgesandter José Bernardo de Tagle Portocarrero (1823–17. Februar 1824)
    - Befreier Perus Simón Bolívar (17. Februar 1824–1827)

  - Vizekönig: José de la Serna e Hinojosa (1821–1824)

- Río de la Plata (heute Argentinien)
  - Staats- und Regierungschef: bis 1826 keine Zentralregierung in Funktion, sondern lediglich lokale Juntas oder Caudillos

## Asien
- Abu Dhabi
  - Scheich: Shakhbut bin Dhiyab (1818–1833)
  - Scheich: Tahnun bin Shakhbut (1818–1833)

- Afghanistan
  - König: Soltan Mohammed Khan (1823–1826)

- China
  - Kaiser der Qing-Dynastie: Dao Guang (1821–1850)

- Chiwa
  - Khan: Muhammad Rahim I. (1806–1825)

- Japan
  - Kaiser: Ninkō (1817–1846)
  - Shōgun (Tokugawa): Tokugawa Ienari (1786–1837)

- Korea (Joseon)
  - König: Sunjo (1800–1834)

- Persien (Kadscharen-Dynastie)
  - Schah: Fath Ali (1797–1834)

- Thailand
  - König: Rama II. (1809–1824)
  - König: Rama III. (1824–1851)

## Australien und Ozeanien
- Hawaii
  - König: Kamehameha II. (Liholiho) (1819–1824)
  - König: Kamehameha III. (Kauikeaouli) (1824–1854)

## Europa
- Andorra
  - Co-Fürsten:
    - König von Frankreich:
      - Ludwig XVIII. (1814–16. September 1824)
      - Karl X. (16. September 1824–1830)

    - Bischof von Urgell:
      - Bernat Francés y Caballero (1817–27. September 1824)
      - Bonifaci López y Pulido (27. September 1824–1827)

- Dänemark
  - König: Friedrich VI. (1808–1839) (1808–1814 König von Norwegen)

- Deutscher Bund
  - Österreich
    - Kaiser: Franz I. (1804–1835)

  - Preußen
    - König: Friedrich Wilhelm III. (1797–1840)

  - Fürstentum Anhalt-Bernburg
    - Herzog: Alexius Friedrich Christian (1796–1834) (bis 1807 Fürst)

  - Fürstentum Anhalt-Dessau
    - Herzog: Leopold IV. (1817–1871)

  - Fürstentum Anhalt-Köthen:
    - Herzog: Ferdinand Friedrich (1818–1830)

  - Baden
    - Großherzog: Ludwig I. (1818–1830)
      - Präsident des Staatsministeriums: Wilhelm Freiherr von Berstett (1820–1831)

  - Bayern
    - König: Maximilian I. (1799–1825) (bis 1805 Kurfürst)

  - Braunschweig
    - Herzog: Karl II. (1815–1831)

  - Bremen
    - Bürgermeister: Johann Smidt (1821–1857)
    - Bürgermeister: Heinrich Gröning (1821–1839)
    - Bürgermeister: Simon Hermann Nonnen (1822–1847)
    - Bürgermeister: Johann Michael Duntze (1824–1845)

  - Frankfurt
    - Älterer Bürgermeister: Georg Friedrich von Guaita (1822, 1824, 1826, 1831, 1833, 1837, 1839)

  - Hamburg
    - Bürgermeister: Wilhelm Amsinck (1802–1811, 1813–1831)
    - Bürgermeister: Johann Arnold Heise (1807–1811, 1813–1834)
    - Bürgermeister: Johann Heinrich Bartels (1820–1850)
    - Bürgermeister: Johann Daniel Koch (1821–1829)

  - Hannover (1815–1837 Personalunion mit Großbritannien)
    - König: Georg IV. (1820–1830)

  - Hessen-Darmstadt
    - Großherzog: Ludwig I. (1790–1830) (1790–1806 Landgraf)
      - Präsident des Gesamt-Ministeriums: Karl von Grolman (1821–1829)

  - Hessen-Homburg
    - Landgraf: Friedrich VI. (1820–1829)
      - Dirigierender Geheimer Rat: Johann Philipp von Hert (1820–1827)

  - Hessen-Kassel
    - Kurfürst: Wilhelm II. (1821–1847)

  - Hohenzollern-Hechingen
    - Fürst: Friedrich (1810–1838)

  - Hohenzollern-Sigmaringen
    - Fürst: Anton Aloys (1785–1831)

  - Holstein und Lauenburg (1815–1864 Personalunion mit Dänemark)
    - Herzog: Friedrich VI. (1815–1839)

  - Liechtenstein
    - Fürst: Johann I. Josef (1805–1836)

  - Lippe
    - Fürst: Leopold II. (1802–1851)

  - Lübeck
    - Bürgermeister: Johann Caspar Lindenberg (bis 28. April)
    - Bürgermeister: Johann Matthaeus Tesdorpf (1806, 1813–25. Januar 1824)
    - Bürgermeister: Stephan Hinrich Behncke
    - Bürgermeister: Christian Heinrich Kindler
    - Bürgermeister: Adolph Hinrich Voeg

  - Luxemburg (1815–1890 Personalunion mit den Niederlanden)
    - Großherzog: Wilhelm I. (1815–1840)

  - Mecklenburg-Schwerin
    - Großherzog: Friedrich Franz I. (1785–1837) (bis 1815 Herzog)
      - Geheimerratspräsident: August Georg Freiherr von Brandenstein (1808–1836)

  - Mecklenburg-Strelitz
    - Großherzog: Georg (1816–1860)
      - Staatsminister: August von Oertzen (1810–1836)

  - Nassau
    - Herzog: Wilhelm (1816–1839)
      - Staatsminister: Ernst Franz Ludwig Marschall von Bieberstein (1806–1834)

  - Oldenburg
    - Herzog: Peter Friedrich Ludwig (1823–1829) (1785–1823 Regent von Oldenburg; 1785–1803 Bischof von Lübeck)
      - Staatsminister: Karl Ludwig Friedrich Josef von Brandenstein (1814–1842)

  - Reuß ältere Linie:
    - Fürst: Heinrich XIX. (1817–1836)

  - Reuß-Ebersdorf erbt 1824 Reuß-Lobenstein, nennt sich Reuß-Lobenstein-Ebersdorf
    - Fürst: Heinrich LXXII. (1822–1848)

  - Reuß-Lobenstein fällt 1824 an Reuß-Ebersdorf
    - Fürst: Heinrich LIV. (1805–1824)

  - Reuß-Schleiz
    - Fürst: Heinrich LXII. (1818–1848)

  - Sachsen
    - König: Friedrich August I. (1763–1827) (bis 1806 Kurfürst)

  - Sachsen-Coburg-Saalfeld
    - Herzog: Ernst I. (1806–1826)

  - Sachsen-Gotha-Altenburg
    - Herzog: Friedrich IV. (1822–1825)

  - Sachsen-Hildburghausen
    - Herzog: Friedrich (1780–1826)

  - Sachsen-Meiningen
    - Herzog: Bernhard II. (1803–1866)

  - Sachsen-Weimar-Eisenach
    - Großherzog: Carl August (1758–1828) (bis 1815 Herzog)

  - Schaumburg-Lippe
    - Fürst: Georg Wilhelm (1787–1860) (bis 1807 Graf)

  - Schwarzburg-Rudolstadt
    - Fürst: Friedrich Günther (1807–1867)

  - Schwarzburg-Sondershausen
    - Fürst: Günther Friedrich Karl I. (1794–1835)

  - Waldeck und Pyrmont
    - Fürst: Georg II. (1813–1845)
      - Regierungsdirektor: Burchard Christian von Spilcker (1823–1838)

  - Württemberg
    - König: Wilhelm I. (1816–1864)
      - Präsident des Geheimen Rats: Christian Friedrich von Otto (1821–1831)

- Frankreich
  - König: Ludwig XVIII. (1814–1815, 1815–16. September 1824)
  - König: Karl X. (16. September 1824–1830)
    - Präsident des Ministerrates: Jean-Baptiste de Villèle (1821–1828)

- Italienische Staaten
  - Kirchenstaat
    - Papst: Leo XII. (1823–1829)

  - Lombardo-Venetien (1815–1859/66 Personalunion mit Österreich)
    - König: Franz (1815–1835)

  - Lucca
    - Herzogin: Maria Luisa (1815–1824)
    - Herzog: Karl Ludwig (1824–1847)

  - Massa und Carrara
    - Herzogin: Maria Beatrice (1790–1829)

  - Modena und Reggio
    - Herzog: Franz IV. (1814–1846)

  - Parma, Piacenza und Guastalla
    - Herzogin: Marie-Louise (1814–1847)

  - San Marino
    - Capitani Reggenti: Francesco Maria Belluzzi, Filippo Filippi (1. Oktober 1823–1. April 1824)
    - Capitani Reggenti: Lodovico Belluzzi, Vincenzo Braschi (1. April–1. Oktober 1824)
    - Capitani Reggenti: Luigi Giannini, Bartolomeo Bartolotti (1. Oktober 1824–1. April 1825)

  - Sardinien
    - König: Karl Felix (1821–1831)

  - Königreich beider Sizilien
    - König: Ferdinand I. (1816–1825)

  - Toskana
    - Großherzog: Ferdinand III. (1790–1801) (1814–1824)
    - Großherzog: Leopold II. (1824–1859)

- Krakau
  - Stadtoberhaupt: ?

- Monaco
  - Fürst: Honoré V. (1819–1841)

- Montenegro (bis 1878 unter osmanischer Suzeränität)
  - Fürstbischof (Vladika): Petar I. Petrović-Njegoš (1782–1830)

- Niederlande
  - Herrscher: König Wilhelm I. (1815–1840)

- Osmanisches Reich
  - Sultan: Mahmud II. (1808–1839)

- Portugal
  - König: Johann VI. (1816–1826) (1792–1816 Regent von Portugal, 1815–1816 Regent von Brasilien, 1816–1822 König von Brasilien)

- Russland
  - Kaiser: Alexander I. (1801–1825)

- Schweden
  - König: Karl XIV. Johann (1818–1844) (1818–1844 König von Norwegen)

- Serbien (bis 1878 unter osmanischer Suzeränität)
  - Fürst: Miloš Obrenović (1817–1839, 1858–1860)

- Spanien
  - König: Ferdinand VII. (1808, 1813–1833)

- Ungarn
  - König: Franz I. (1792–1835) (1792–1806 Kaiser, 1792–1835 König von Böhmen, 1815–1835 König von Lombardo-Venetien, 1792–1797 und 1799–1800 Herzog von Mailand, 1792–1804 Erzherzog von Österreich, 1804–1835 Kaiser von Österreich)

- Vereinigtes Königreich
  - Staatsoberhaupt: König Georg IV. (1820–1830) (1811–1820 Regent, 1820–1830 König von Hannover)
  - Regierungschef: Premierminister Robert Jenkinson, 2. Earl of Liverpool (1812–1827)

- Walachei (unter osmanischer Oberherrschaft)
  - Fürst: Grigore IV. Ghica (1822–1828)